# Карандаев, Александр Сергеевич
Александр Сергеевич Карандаев (род. 1959) — советский и российский учёный, доктор технических наук, профессор.
Автор более 300 научных трудов, в том числе семи монографий, а также более 40 патентов и авторских свидетельств на изобретения.

## Биография
Родился 20 апреля 1959 года в селе Глуховская Белебеевского района Башкирской АССР.

### Образование
В 1981 году окончил Магнитогорский горно-металлургический институт (МГМИ, ныне Магнитогорский государственный технический университет) по специальности «электропривод и автоматизация промышленных установок». В 1983—1986 годах обучался в аспирантуре Московского энергетического института, где в 1986 году в защитил кандидатскую диссертацию на тему «Разработка тиристорных электроприводов с двухзонным регулированием скорости и улучшенными энергетическими показателями». В 1994 году Карандаеву было присвоено ученое звание доцента по кафедре «Электротехники и промышленной электроники». С декабря 1997 года учился в докторантуре Московского энергетического института, где в 2000 году успешно защитил докторскую диссертацию на тему «Автоматизированный электропривод непрерывно-реверсивного литейно-прокатного агрегата». В 2001 году Александру Карандаеву было присвоено ученое звание профессора. В его становлении сыграли роль доктора технических наук, профессора И. А. Селиванов, В. М. Салганик, О. И. Осипов и В. П. Бычков.

### Деятельность
По окончании МГМИ, с 1981 года, работал в Магнитогорске в этом же институте. После защиты докторской диссертации, с 2000 года, работает в Южно-Уральском государственном университете, где по 2010 год заведовал кафедрой электротехники и электротехнических систем, а с 2001 по 2010 год был деканом энергетического факультета. В настоящее время является главным научным сотрудником кафедры «Мехатроника и автоматизация». С 2012 года является членом-корреспондентом Академии электротехнических наук РФ.
Также участвует в редакционно-издательской работе:
- с 1996 года по настоящее время — член редакционной коллегии межвузовского сборника научных трудов «Электротехнические системы и комплексы»;
- с 2007 года по настоящее время — член редакционной коллегии журнала «Известия вузов. Электромеханика»;
- с 2013 года по настоящее время — член редакционной коллегии научного журнала «Вестник Южно-Уральского государственного университета. Серия Энергетика».

Научные исследования А. С. Карандаева касались технологических процессов на металлургических предприятиях страны. В числе его заслуг: разработки высокодинамичных электроприводов и систем автоматического регулирования технологических параметров агрегатов металлургического производства; создание систем энерго- и ресурсосбережения на промышленных предприятиях; диагностирование технического состояния электрического и энергетического оборудования. Многие из его наработок внедрены на Магнитогорском металлургическом комбинате.
Под руководством Александра Сергеевича Карандаева выполнены и защищены более 10 диссертаций на соискание ученой степени кандидата технических наук, он был научным консультантом трех соискателей ученой степени доктора технических наук, успешно защитивших диссертации.
Награждён знаком «Почетный работник высшего профессионального образования Российской Федерации» (2003), лауреат премии Правительства Российской Федерации в области науки и техники для молодых ученых (2007, в качестве руководителя коллектива), является лауреатом Премии Губернатора Челябинской области.